# Information Awareness Office

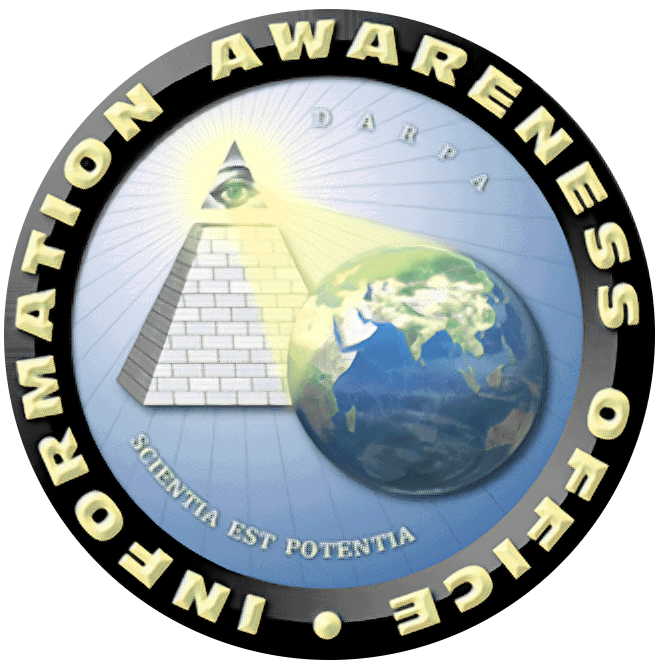
Simbolo dell'Information Awareness Office

L'Information Awareness Office (IAO, Ufficio Informatore) è stato istituito dal Defense Advanced Research Projects Agency (DARPA, Agenzia di Ricerca Avanzata in Progetti per la Difesa), l'agenzia per la ricerca e lo sviluppo del Dipartimento della Difesa degli Stati Uniti, nel gennaio 2002 per accorpare diversi progetti del DARPA concentrati nell'applicazione della tecnologia informatizzata per contrastare minacce alla sicurezza nazionale.
La missione dell'IAO era rivolta a "immagine, sviluppo, applicazione, integrazione, dimostrazione e tecnologie, componenti e prototipi per il passaggio di informazioni, cicli-ridondanti, sistemi di informazioni in grado di contrastare minacce asimmetriche attraverso l'ottenimento della conoscenza della totalità dell'informazione". In seguito alle critiche mosse che lo sviluppo e l'impiego di queste tecnologie potrebbero potenzialmente condurre ad un sistema di sorveglianza di massa, il Congresso degli Stati Uniti nel 2003 non rinnovò il finanziamento, quindi i progetti continuarono fuori dell'IAO per attingere da altri finanziamenti.

## Storia
L'IAO fu istituita dal DARPA dopo gli attentati dell'11 settembre 2001 per riunire alcuni progetti del DARPA sotto il controllo direttivo di un ufficio tecnico mirato allo sviluppo di tecnologia informatizzata avanzata per contrastare minacce terroristiche. L'amministratore John Poindexter, ex consulente della sicurezza nazionale degli Stati Uniti durante la presidenza di Ronald Reagan, fu il primo direttore dell'IAO.
Durante il mese di febbraio dell'anno 2003 l'IAO partì con il finanziamento per il Total Information Awareness (TIA) Program (tre mesi dopo, in maggio, il programma fu rinominato Terrorism Information Awareness Program). Nonostante il TIA fosse soltanto uno dei progetti dell'IAO, molti critici e notiziari confondevano il TIA con gli altri progetti dell'IAO, così divenne uso comune dire TIA intendendo l'IAO nella sua interezza. Lo stesso TIA era un piano sistematizzato del IAO inteso per integrare tecnologie informatizzate in un sistema atto a fornire strumenti alla difesa per meglio localizzare, classificare e identificare potenziali terroristi tra gli stranieri al fine di incrementare le probabilità di anticipare l'avversario. Essendo una rete di programmi, l'obbiettivo era la creazione di un'"architettura informatizzata di controspionaggio terroristico" che integrasse le tecnologie degli altri programmi. Il TIA era ricerca, sviluppo e tecnologia integrata per aggregare dati su un piano virtuale, per eseguire analisi di legami orientate sui soggetti, per sviluppare modelli descrittivi di predizione attraverso estrapolazione di dati o ipotesi umane, e infine di applicare questi modelli a qualsiasi raccolta di dati per identificare terroristi singoli o gruppi organizzati.
Tra i programmi del IAO atti a fornire il TIA di aggregatori di componenti di dati e tecnologie di analisi automatiche si possono annoverare il Genisys, il Genisys Privacy Protection, l'Evidence Extraction e Link Discovery, lo Scalable Social Network Analysis. Il IAO fu menzionato per la prima volta sul New York Times dal giornalista John Markoff il 13 febbraio 2002. Il 2 agosto 2002 il Dr. Poindexter rilasciò un'intervista al DARPAtech 2002 intitolata Overview of the Information Awareness Office dove descrive il TIA. Il 14 novembre 2002 il New York Times pubblicò una colonna di William Safire dove sostiene "Il TIA ha ricevuto 200 milioni di dollari per la creazione di fascicoli su 300 milioni di americani." Safire è stato reputato come colui che ha innescato il movimento anti-TIA
In aggiunta al programma in sé stesso, la nomina di Poindexter come direttore del IAO incrementò l'interesse tra alcuni dal momento che egli era stato condannato per falsa testimonianza al Congresso e per aver alterato e distrutto documenti pertinenti all'Irangate, sebbene queste condanne furono infine ritirate per motivi tecnici in quanto la testimonianza usata contro di lui era protetta. Il 16 gennaio 2003 il senatore Russ Feingold presentò un disegno di legge per sospendere l'attività del IAO e del TIA in attesa dell'esito di un esame presso il Congresso per una possibile violazione della privacy.
In seguito ad un esito positivo, un provvedimento introdotto dal Senatore Ron Wyden avrebbe proibito il IAO di operare all'interno degli Stati Uniti se non specificamente autorizzato in merito dal Congresso e avrebbe affossato il IAO del tutto se entro 60 giorni dopo l'entrata in vigore del provvedimento il Pentagono non avesse imbastito per il Congresso un rapporto che stimasse l'impatto delle attività del IAO sulla vita privata e le libertà civili oppure se il Presidente non certificasse come vitali questi programmi per gli interessi di sicurezza nazionale. Come risposta a questo disegno di legge, il 20 maggio 2003 il DARPA fornì una relazione sulle sue attività.
In questa relazione, il IAO cambiava il nome del programma in Terrorism Information Awareness Program e enfatizzava che il programma non era designato alla compilazione di fascicoli sui cittadini americani, ma piuttosto alla ricerca e sviluppo di strumenti che avrebbero permesso alle agenzie autorizzate di raccogliere informazioni sulle reti terroristiche. Malgrado il cambio del nome e queste garanzie, i critici continuarono a vedere questo sistema potenzialmente soggetto ad abusi. Così, i negoziati tra Governo e Senato si conclusero nel Department of Defense Appropriations Act, 2004 (trasformato in legge dal Presidente Bush il 1º ottobre 2003), proibendo l'ulteriore uso di fondi in favore del TIA. Inoltre, il Joint Explanatory Statement concluse che il IAO chiuda i battenti all'istante. Nonostante il definanziamento del TIA e la chiusura del IAO, svariati progetti targati TIA continuarono ad essere finanziati come annessi alla Difesa e ai Servizi Segreti già dal 2003.
Per esempio, svariati progetti del TIA furono finanziati attraverso il National Foreign Intelligence Program per contrastare il terrorismo internazionale con il patrocinio del National Security Agency come attività di ricerca e sviluppo avanzate (ARDA, Advanced Research and Development Activity) annessa al 2004 DOD Appropriations Act come previsto dall'art. 8131 dello stesso. Recenti aggiornamenti suggeriscono che alcune di queste attività sono ora parte dell'ufficio per la tecnologia distruttiva (DTO, Disruptive Technology Office) che fa riferimento al Director of National Intelligence. Un imprecisato numero di funzioni del TIA sono state fuse col nome in codice "Topsail" ("Coffa").

## Le attività
Le ricerche del IAO erano condotte maggiormente su cinque percorsi investigativi: problem-solving in collaborazione fiduciaria; disvelamento strutturato; analisi dei legami e dei gruppi; visualizzazione consapevole del contesto; come prendere decisioni seguendo una memoria collettiva. Tra i progetti del IAO che il TIA intendeva integrare vi erano:
- Genisys teso allo sviluppo di tecnologie per l'aggregazione di dati su di un piano virtuale allo scopo di agevolare le analisi attraverso banche-dati eterogenee tanto quanto attraverso sorgenti di dati pubblici destrutturati come il Word Wide Web.[12]
- Genisys Privacy Protection tecnologia di sicurezza privata per la protezione di sorgenti e metodi segreti sensibili in un contesto di uso incrementato di analisi di dati per localizzazione, identificazione e tracciamento di minacce terroristiche. Queste tecnologie erano intese come abilitazione a un maggiore accesso ai dati per ragioni di sicurezza e al contempo come protezione della privacy fornendo dati critici ad analisti e impedendo l'accesso a informazioni riservate, focalizzandosi su transazioni anonime di dati svelandone l'identità solo in evidenza di prove di autorizzazione appropriata ottenuta per favorire una investigazione, con l'assicurazione che ogni abuso venisse localizzato e riportato.
- Genoa and Genoa II focalizzato nella fornitura di supporto decisionale avanzato e strumenti collaborativi per procedere con rapidità e riorganizzarsi nel far fronte a crisi sfuggevoli, consentito per collaborazioni tra diversi servizi segreti in tempo reale.[13][14]
- Evidence Extraction and Link Discovery (EELD) sviluppo di tecnologie e strumenti per disvelamenti e estrapolazioni automatizzate in evidenza di legami contenuti in un largo ammontare di serbatoi di dati classificati e non[15]
- Scalable Social Network Analysis atto allo sviluppo tecnico basato sulle analisi delle reti sociali per creare un modello sociale con le caratteristiche chiave dei gruppi terroristici così da discriminare sul campo questi gruppi da altri tipi di aggregazioni sociali.

Tra i progetti del IAO focalizzati sulla traduzione del linguaggio si possono annoverare:
- Effective Affordable Reusable Speech-to-text (EARS) per sviluppare tecnologia atta a una trascrizione automatica più ricca e più accurata del parlato che in passato. Un programma focalizzato alla traduzione del linguaggio parlato (trasmissione radio, intercettazione telefonica o altro) in molteplici linguaggi.[12]
- Translingual Information Detection, Extraction and Summarization (TIDES) sviluppo di un processo avanzato tecnologico per abilitare operatori inglesi a trovare e interpretare informazioni critiche in vari linguaggi senza la necessità di conoscere gli stessi linguaggi[16]

Altri progetti del IAO però non direttamente connessi al TIA erano:
- Human Identification at a Distance (HumanID) per sviluppare tecnologie di identificazione biometrica automatica per localizzare, riconoscere e identificare un umano da lunghe distanze.[17]
- Wargaming the Asymmetric Environment (WAE) focalizzata sullo sviluppo di tecnologie automatizzate in grado di trovare indicatori predittivi di attività terrorista o di impedire attacchi attraverso l'esame del comportamento di gruppi e individui in vasti contesti ambientali e l'esame delle motivazioni di terroristi specifici.[18]
- Futures Markets Applied to Prediction (FutureMAP) era inteso come atto a definire l'intelligenza collettiva attraverso tecniche di ricerche di mercato per evitare sorprese e predire eventi futuri. L'intenzione era esplorare la praticabilità di meccanismi commerciali per predire instabilità politica, minacce alla sicurezza nazionale e altri principali eventi nel prossimo futuro.[19]
- Babylon per sviluppare rapide e bidirezionali interfacce di traduzione per il linguaggio naturalmente parlato ad uso dei plotoni in campo per la salvaguardia delle forze, per il trattamento dei prigionieri, e per il triage.[20]
- Communicator per sviluppare e verificare la praticabilità di una tecnologia basata sui "dialoghi interattivi" che abilitasse un plotone a dialogare con i computer, così che l'informazione diventi accessibile sul campo di battaglia o nei centri di comando senza toccare una tastiera[21]
- Bio-Surveillance per lo sviluppo della tecnologia informatica necessaria e creando prototipi in grado di localizzare automaticamente l'emissione nascosta di un patogeno biologico molto in anticipo rispetto ai metodi tradizionali.[22]

## Aspetti controversi
Critiche si estesero contro il IAO sui media tradizionali e su Internet da destra e da sinistra, da libertari e libertari civili, convinti che tecnologie di analisi su massicci aggregati di informazioni conducono a una forma di dataveillance che può minacciare le libertà personali. Per alcuni, questi sviluppi sono visti come uno scivolone verso uno Stato totalitario.
Altri credono che lo sviluppo di queste tecnologie è inevitabile e che quindi progettare sistemi e metodi per il controllo del loro uso è strategicamente più efficace che semplicemente opporsi.

## Il ruolo nelleteorie del complotto

### Il logo
Il IAO catturò l'attenzione di molti osservatori per l'uso del simbolo massonico dell'occhio nella piramide nel suo logo originale. Quel logo ritraeva l'Occhio della Provvidenza, ricavato dal Great Seal of the United States, che guarda la Terra, e il motto in latino scientia est potentia, ossia "conoscenza è potere". In più, "Iao" è un altro nome per la divinità suprema gnostica e per il Demiurgo come ci si riferisce durante il rituale massonico. La piramide ha 13 scalini, lo stesso numero che nella banconota americana da un dollaro.
Siccome la critica montò verso il finire del 2002, quel logo fu rimosso dalla pagina web ufficiale e rimpiazzato con un altro. Interpellati circa questa rimozione, il IAO rispose nel 2003 di febbraio con una "Dichiarazione riguardo al significato e l'uso del logo del IAO" in forma di FAQ. Le descrizioni originali del IAO e del TIA e le biografie dei membri anziani furono rimosse dal sito del DARPA benché restino largamente disponibili su Internet

### Il pericolo della sorveglianza inversa
Diversi libertari e libertari civili si interessarono alle attività dell'IAO, poiché ritenevano che ciò costituisse il principio di una evoluzione verso un sistema di sorveglianza di massa come tratteggiato dallo scrittore britannico George Orwell nel suo romanzo 1984.
Il 27 novembre 2002, il cronista Matt Smith del San Francisco Weekly decise di illustrare al direttore del IAO John Poindexter il pericolo di proliferazione di informazioni riservate e pubblicò una colonna dove svela gli indirizzi privati e i numeri di telefono di Poindexter e dei suoi vicini di casa emersi da operazioni speciali autorizzate di sorveglianza telefonica. Questa informazione velocemente si diffonde su Internet, e alcuni contestatori crearono siti web ripubblicando quei dati personali e altri.